# Per Frimann
Per Frimann (* 4. Juni 1962 in Gladsaxe) ist ein ehemaliger dänischer Fußballspieler und heutiger Co-Kommentator beim dänischen Fernsehsender TV3.

## Karriere als Fußballer

### Verein
Per Frimann begann seine Karriere beim AB Kopenhagen, wechselte jedoch im Januar 1981 zum Kjøbenhavns Boldklub. Im Januar 1982 ging er ins Ausland und zwar zum belgischen Klub RSC Anderlecht. Beim Klub aus dem Brüsseler Vorort Anderlecht wurde er Stammspieler und gewann viele Titel. 1983 gewann er gemeinsam mit seinen Landsmännern Morten Olsen und Kenneth Brylle den UEFA-Pokal, als sich der RSC Anderlecht im Finale gegen Benfica Lissabon durchsetzte. 1985, 1986 und 1987 wurde er mit dem RSC Anderlecht belgischer Meister. Für die Rückrunde der Saison 1987/88 wurde er an Aarhus GF verliehen, mit dem er den dänischen Pokal gewann. Im Januar 1989 verließ er den RSC Anderlecht endgültig und ging in seine dänische Heimat zurück, wo er von nun an für Brøndby IF spielte. 1990 beendete er im Alter von 28 Jahren seine Karriere.

### Nationalmannschaft
Am 16. Juli 1979 machte Per Frimann sein erstes Länderspiel für die dänische U-19-Auswahl. Gegen Polen (1:1) wurde Per Frimann für Brian Hansen eingewechselt.
In seinem zweiten Einsatz, beim 5:1 gegen Portugal, gelang Per Frimann ein Hattrick. Er kam auch in der Qualifikation zur U-19-Fußball-Europameisterschaft zum Einsatz. Sein letztes Länderspiel für Dänemarks U19 war das 0:4 gegen England am 26. März 1980. Per Frimann spielte sieben Mal für die U-19 Auswahl Dänemarks (vier Treffer).
Am 2. Juni 1980 spielte Frimann erstmals für die U-21-Nationalmannschaft Dänemarks. Per Frimann stand dabei in der Startelf. Er war auch bei der Qualifikation zur U-21-Fußball-Europameisterschaft 1982 dabei. Die Qualifikation gelang jedoch nicht. Auch bei der Qualifikation zur U-21-Fußball-Europameisterschaft 1984 war er dabei. Auch diese Qualifikation wurde verpasst. Dass Qualifikationsspiel gegen England (1:4) am 20. September 1983, war auch Frimanns letztes Spiel für die U-21. Es waren insgesamt zehn Einsätze für die U-21-Vertretung Dänemarks (ein Treffer).
Am 12. Oktober 1983 spielte Frimann erstmals für die A-Nationalmannschaft Dänemarks. Beim 6:0-Sieg gegen Luxemburg, in der Qualifikation zur Fußball-Europameisterschaft 1984 wurde er in der 83. Minute für Klaus Berggreen eingewechselt. Die Qualifikation zur Fußball-Europameisterschaft war gelungen. 
Für die Fußball-Europameisterschaft 1984 wurde er jedoch nicht nominiert. Sein drittes Länderspiel machte er am 8. Mai 1985 gegen die DDR. Auch in der Qualifikation zur Fußball-Weltmeisterschaft 1986 war er dabei. Diese Qualifikation war erfolgreich. Für die Fußball-Weltmeisterschaft, an welcher Dänemark zum ersten Mal teilgenommen hat, wurde Frimann zwar nominiert, kam aber nicht zum Einsatz. Die Dänen schieden erst nach dem Achtelfinale aus.
Bei der Qualifikation zur Fußball-Europameisterschaft 1988 war er mit von der Partie. Und auch dieses Mal konnte man sich für ebenjenes Turnier qualifizieren. Bei der Fußball-Europameisterschaft 1988 in Deutschland war Frimann dabei und kam auch zu einem Einsatz. Die Dänen schieden jedoch nach der Gruppenphase aus.
Am 6. September 1989 machte Per Frimann sein letztes Länderspiel. Beim 2:2 gegen die Niederlande wurde er in der 76. Minute für Flemming Povlsen eingewechselt.

## Karriere im Fernsehen
Heute ist Per Frimann Co-Kommentator bei TV3. Er kommentiert dort an der Seite von Carsten Werge.